# Фези-Жилинский, Сергей Николаевич
Сергей Николаевич Фези-Жилинский (также в документах именовался: Жилинский; Фези, Ферзи-Жилинский; 1884 — 6 декабря 1933, Москва) — профессиональный революционер, советский государственный и партийный деятель.
Один из руководителей Российской социал-демократической рабочей партии революционных интернационалистов (РСДРП(и); 1918 г.). Председатель Челябинского окрисполкома (1926 г.).

## Биография
Родился в семье дворянина в 1884 году. Учился 2 года в городском училище, окончил; затем 2 года в гимназии; после 3 года в кадетском корпусе, окончил; учился 4 года в университете.

### Партийная деятельность
В РСДРП с 10.1904 г. по 1914 г. В Первую Мировую отошел от революционной борьбы; по политическим позициям примыкал к партии кадетов; член РСДРП (объединенная) 04.1917 — 10.1917; член РСДРП (фракция интернационалисты) 10.1917 — 01.1918; член РСДРП (интернационалисты) 01.1918 — 07.1918; член центрального организационного бюро социал-демократов революционеров-интернационалистов 05.18 — 07.18; ответственный редактор её печатного органа «Освобождение труда» (органа РСДРП интернационалисты) 05.18 — 07.18.
Участник Гражданской и советско-польской войн. В гражданскую войну служил комиссаром в РККА 1919—1920 гг.: зав политическим отделом в 12-й, 13-й армиях. Во Советско-Польской войне 1920 года — комиссар в Первой конной армии.

### Государственная деятельность
После Гражданской войны — зав орг. отделом Николаевского губкома КП(б) Украины 21 — 10.21 (1.07.21); зав орг. отделом Харьковского губкома КП(б) Украины 22 — 29.09.22 (1.08.22); зам пред. Харьковского губисполкома 2.10.22 — 09.23; зав отделом управления Харьковской губернии 2.10.22 — 09.23; член президиума Харьковского губисполкома 9.12.22-09.23;
Председатель Сарапульского окрисполкома 10.23-12.25.
С февраля по август 1926 года председатель Челябинского окрисполкома
Переехал в Москву в 1926 году. Член правления треста Центроспирт, г. Москва 12.26 — 1.01.27; сотрудник Госплана РСФСР — 6.12.33; член Президиума Госплана РСФСР 02.32 — 6.12.33.
Скончался в Москве 6 декабря 1933 года. Некролог вышел в газете «Правда» (№ 336 за 7.12.33, с.4). Похоронен на Новом Донском кладбище. Его колумбарное захоронение в центральном зале бывшего главного здания Донского крематория содержит фото и надпись: Член президиума ГОСПЛАНа РСФСР (над фото) Сергей Николаевич Фези-Жилинский умер 6 декабря 1933 г.